# Баллидафф (Уотерфорд)
Баллидафф (англ. Ballyduff; ирл. An Baile Dubh / Baile Uí Dhuibh) — деревня в Ирландии, находится в графстве Уотерфорд (провинция Манстер) у трассы R666.
Местная железнодорожная станция была открыта 27 сентября 1872 года и закрыта 27 марта 1967 года.